# Branko Celar
Branko Celar, slovenski policist in veteran vojne za Slovenijo, * 1951, Ljubljana.

## Odlikovanja in nagrade
Leta 1994 je prejel srebrni častni znak svobode Republike Slovenije z naslednjo utemeljitvijo: »za izjemne zasluge pri obrambi svobode in uveljavljanju suverenosti Republike Slovenije«.